# Álvaro Negredo
Álvaro Negredo Sánchez (født 20. august 1985 i Madrid, Spanien) er en spansk fodboldspiller, der spiller som angriber hos Beşiktaş i Tyrkiet. Han har tidligere spillet for klubber som Manchester City, Rayo Vallecano, Real Madrids andethold samt for Valencia og Sevilla FC.

## Landshold
Negredo står (pr. april 2018) noteret for 21 kampe og ti scoringer for Spaniens landshold, som han debuterede for den 10. oktober 2009 i en kamp mod Armenien.